# Bahnhof Shimo-Takaido
Der Bahnhof Shimo-Takaido (jap. 下高井戸駅, Shimo-Takaido-eki) ist ein Bahnhof auf der japanischen Insel Honshū. Er wird von gemeinsam von den Bahngesellschaften Keiō Dentetsu und Tōkyū Dentetsu (kurz Tōkyū) betrieben und befindet sich im Tokioter Bezirk Setagaya.

## Verbindungen
Shimo-Takaido ist ein Anschlussbahnhof an der Keiō-Linie von Shinjuku nach Keiō-Hachiōji, die von der Bahngesellschaft Keiō Dentetsu betrieben wird. Tagsüber halten stündlich neun Züge, während der Hauptverkehrszeit bis zu zwölf. Außerhalb der morgendlichen und abendlichen Verkehrsspitze gehören in der Regel drei Eilzüge je Stunde dazu. Auf der Setagaya-Linie fahren die Züge tagsüber in einem festen Sechsminutentakt, während der Hauptverkehrszeit alle vier oder fünf Minuten. Der Bahnhof wird von einer Buslinie der Bezirksverwaltung Setagaya (Sugimaru) bedient.

## Anlage
Der ebenerdige Bahnhof steht an der Grenze der Stadtteile Akatsutsumi im Westen und Matsubara im Osten, die beide zum Bezirk Setagaya gehören. Etwa 400 Meter südwestlich erstreckt sich der Kinuta-Campus der Nihon-Universität. Die von Osten nach Westen ausgerichtete Anlage ist eine Kombination aus Durchgangsbahnhof für die Keiō-Linie und Kopfbahnhof für die stadtbahnähnliche Setagaya-Linie. Der nördlich gelegene Bahnhofteil der Keiō-Linie besitzt zwei Gleise an überdachten, stark gekrümmten Seitenbahnsteigen. Südlich davon liegen die beiden stumpf endenden Gleise der Setagaya-Linie, ebenfalls an Seitenbahnsteigen. Dabei dient der südliche Bahnsteig in der Regel nur zum Aussteigen. Zwischen beiden Linien gibt es keine Gleisverbindung. Das Empfangsgebäude ist ein Reiterbahnhof, der sich am westlichen Ende über die gesamte Anlage spannt. Unmittelbar daneben befindet sich ein höhengleicher Bahnübergang.
Im Fiskaljahr 2018 nutzten durchschnittlich 45.307 Fahrgäste täglich den Bahnhof. Diese Zahl bezieht sich allein auf Keiō Dentetsu, während Tōkyū keine genaueren Angaben macht.

## Bilder

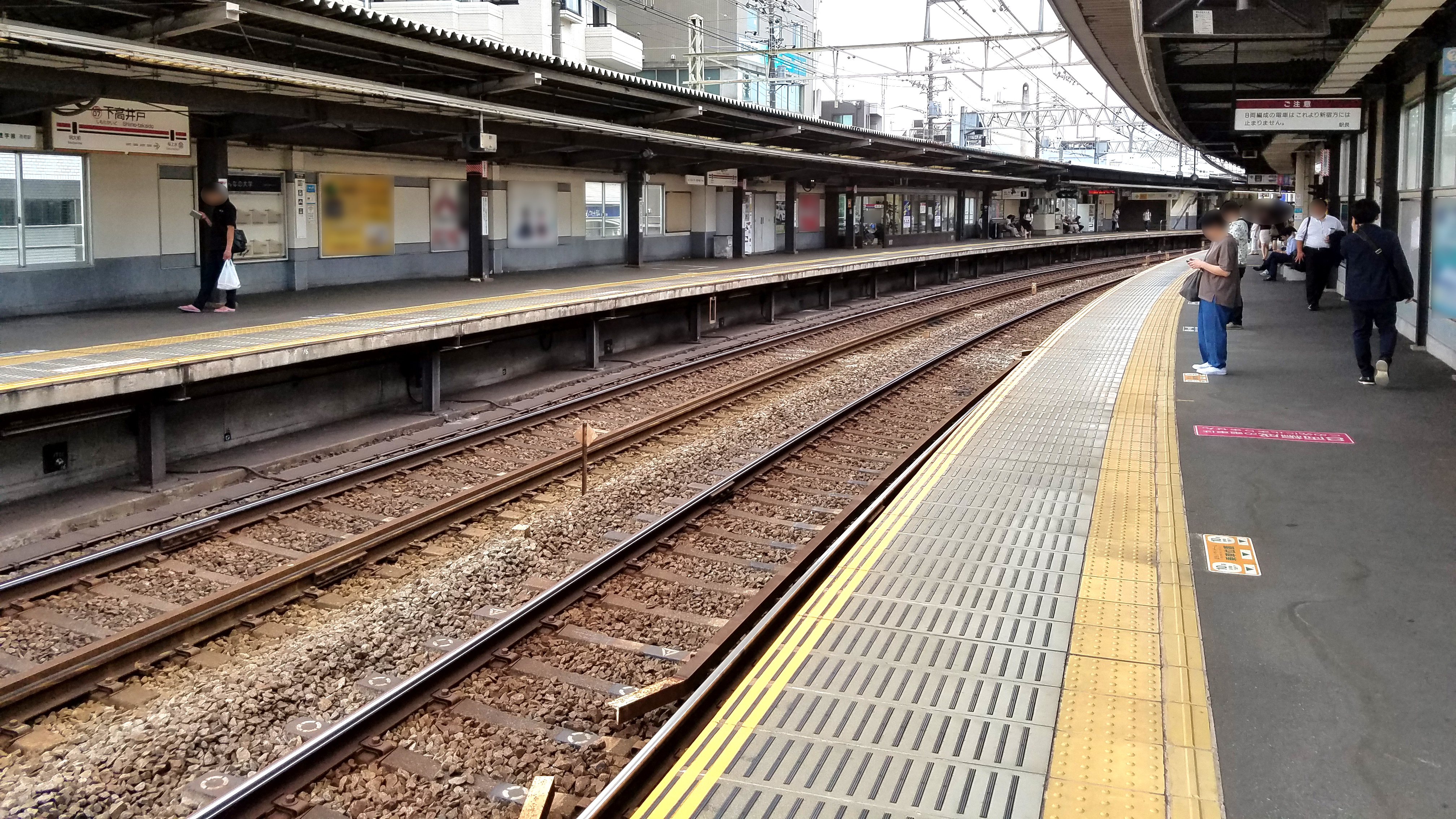
Bahnsteige der Keiō-Linie
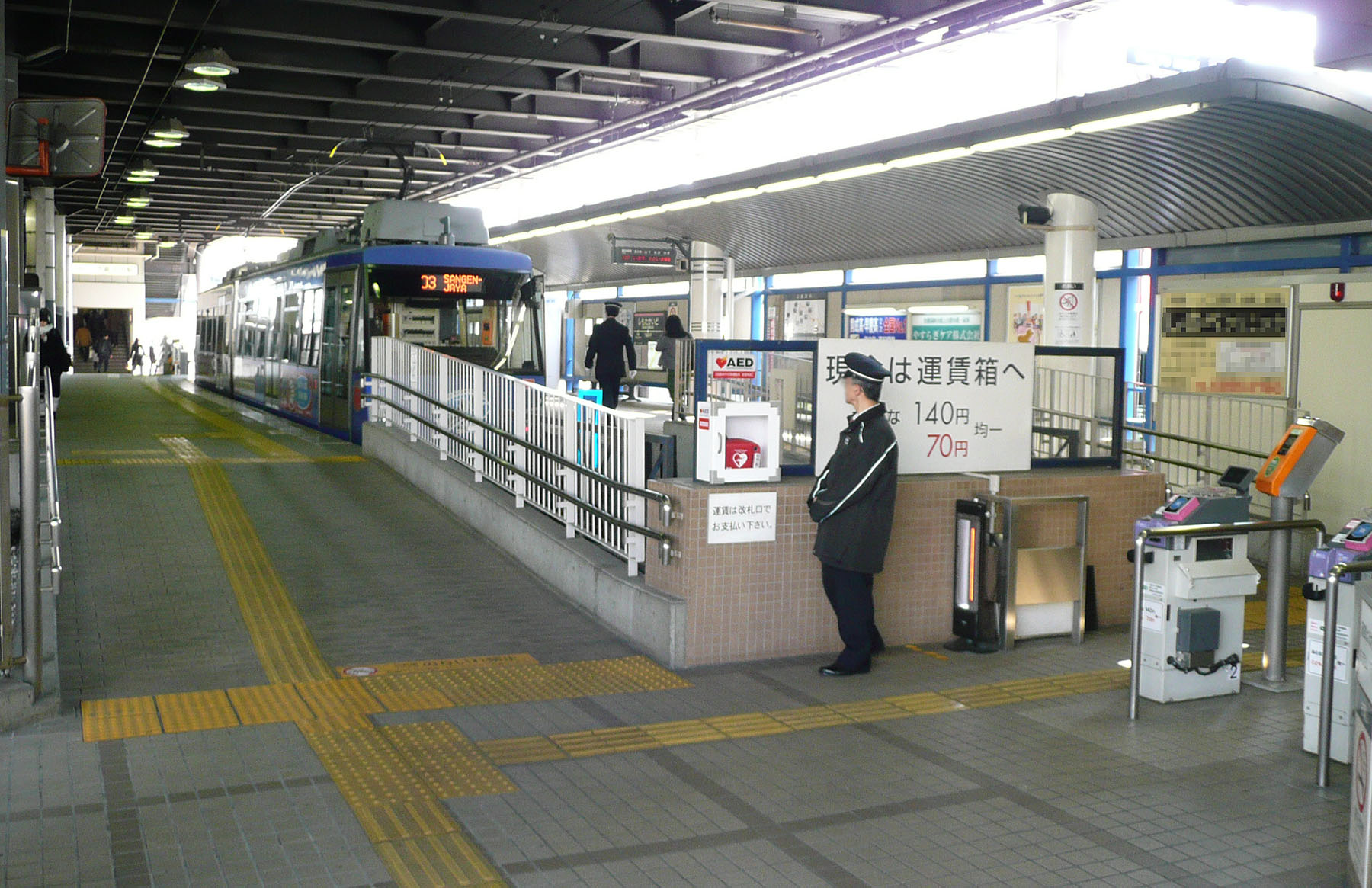
Bahnsteig der Setagaya-Linie
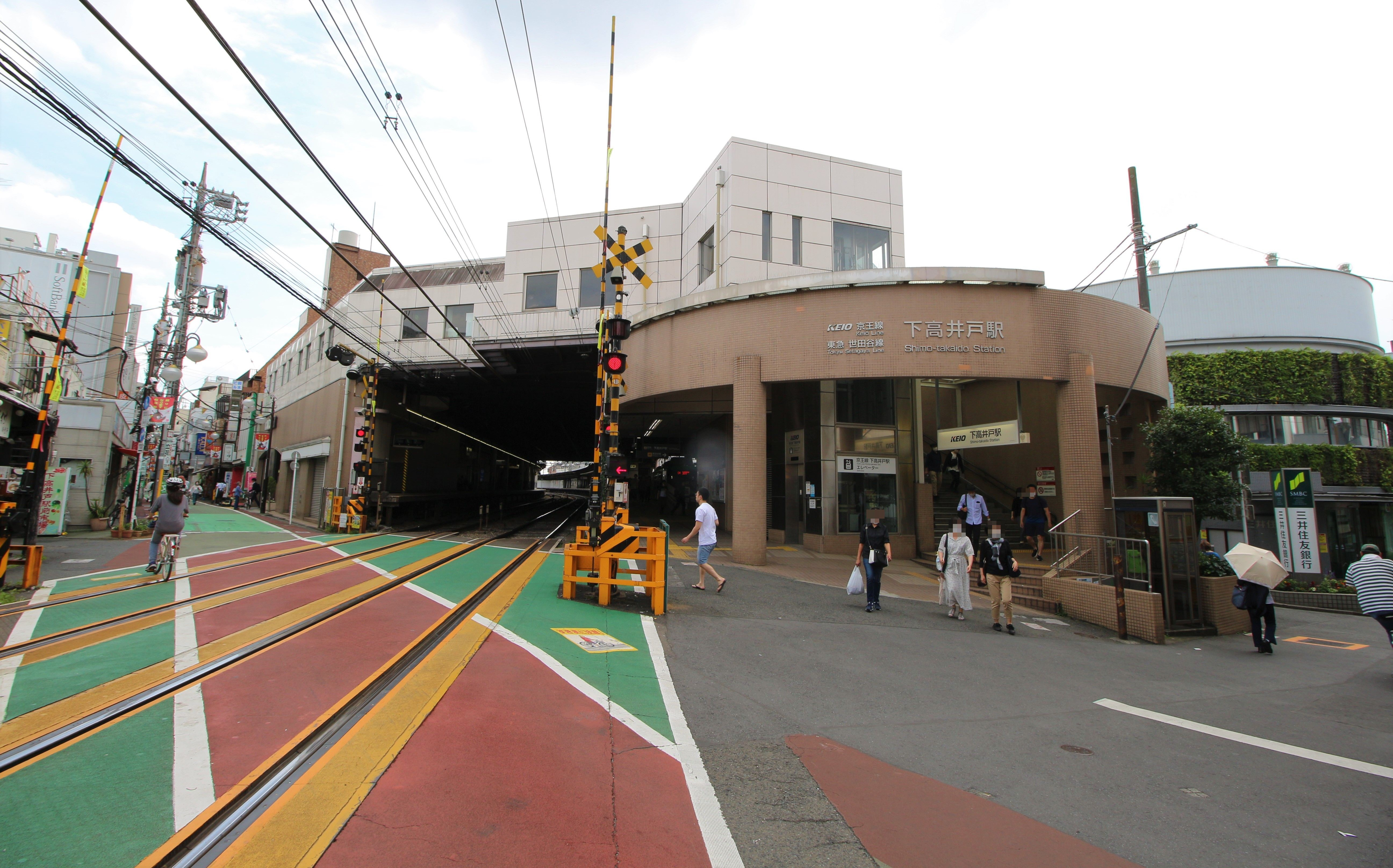
Südeingang

## Gleise
| 1 | ▉ Keiō-Linie     | Chōfu • Hashimoto • Fuchū • Keiō-Hachiōji • Takaosanguchi |
| 2 | ▉ Keiō-Linie     | Meidaimae • Sasazuka • Shinjuku                           |
| _ | ▉ Setagaya-Linie | Sangen-Jaya                                               |
| _ | ▉ Setagaya-Linie | (nur zum Aussteigen)                                      |

## Linien
| Verlauf der Keiō-Linie |
| --- |
| Shinjuku • Hatsudai • Hatagaya • Sasazuka • Daitabashi • Meidaimae • Shimo-Takaido • Sakurajōsui • Kami-Kitazawa • Hachimanyama • Roka-kōen • Chitose-Karasuyama • Sengawa • Tsutsujigaoka • Shibasaki • Kokuryō • Fuda • Chōfu • Nishi-Chōfu • Tobitakyū • Musashinodai • Tama-Reien • Higashi-Fuchū • Fuchū • Bubaigawara • Nakagawara • Seiseki-Sakuragaoka • Mogusaen • Takahatafudō • Minamidaira • Hirayamajōshi-kōen • Naganuma • Kitano • Keiō-Hachiōji |

| Verlauf der Tōkyū Setagaya-Linie |
| --- |
| Sangen-Jaya • Nishi-Taishidō • Wakabayashi • Shōin-jinja-mae • Setagaya • Kamimachi • Miyanosaka • Yamashita • Matsubara • Shimo-Takaido |

## Geschichte
Die Bahngesellschaft Keiō Denki Kidō eröffnete den Bahnhof Shimo-Takaido am 15. April 1913, zusammen mit dem ältesten Teilstück der Keiō-Linie zwischen Sasazuka und Chōfu. Am 1. Mai 1925 nahm die Tamagawa Denki Tetsudō (Vorgängerin der Tōkyū Dentetsu) die Setagaya-Linie in Betrieb, mit Shimo-Takaido als nördlichem Endpunkt. Der Bahnhof wurde am 25. März 1938 in Nichidaimae (日大前) umbenannt, nach der nahe gelegenen Nihon-Universität (日本大学, Nihon daigaku oder kurz: Nichidai (日大)). Ab 1. Mai 1942 kontrollierte das Daitōkyū-Konglomerat unter der Führung der Tōkyū fast den gesamten privaten Nahverkehr im Südwesten des Ballungsraumes Tokio, darunter die Setagaya-Linie. Die Keiō Denki Kidō musste sich am 31. Mai 1944 ebenfalls dem Konglomerat anschließen, im selben Jahr erhielt der Bahnhof wieder seinen ursprünglichen Namen. Mit der Auflösung von Daitōkyū am 1. Juni 1948 gelangte die Keiō-Linie an die Keiō Teito Dentetsu (heute Keiō Dentetsu), die Setagaya-Linie zurück an die Tōkyū. Ursprünglich bestanden zwei kleine Empfangsgebäude beidseits der Keiō-Linie, diese wurden abgerissen und 1993 durch einen Neubau ersetzt.